# Métier Jacquard
Pour les articles homonymes, voir Jacquard.

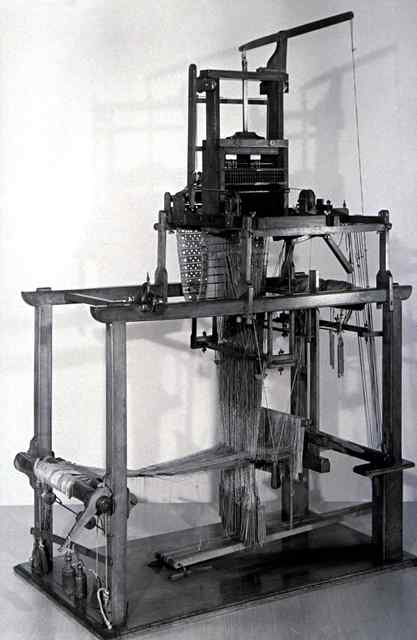
Un métier à tisser de Joseph-Marie Jacquard.

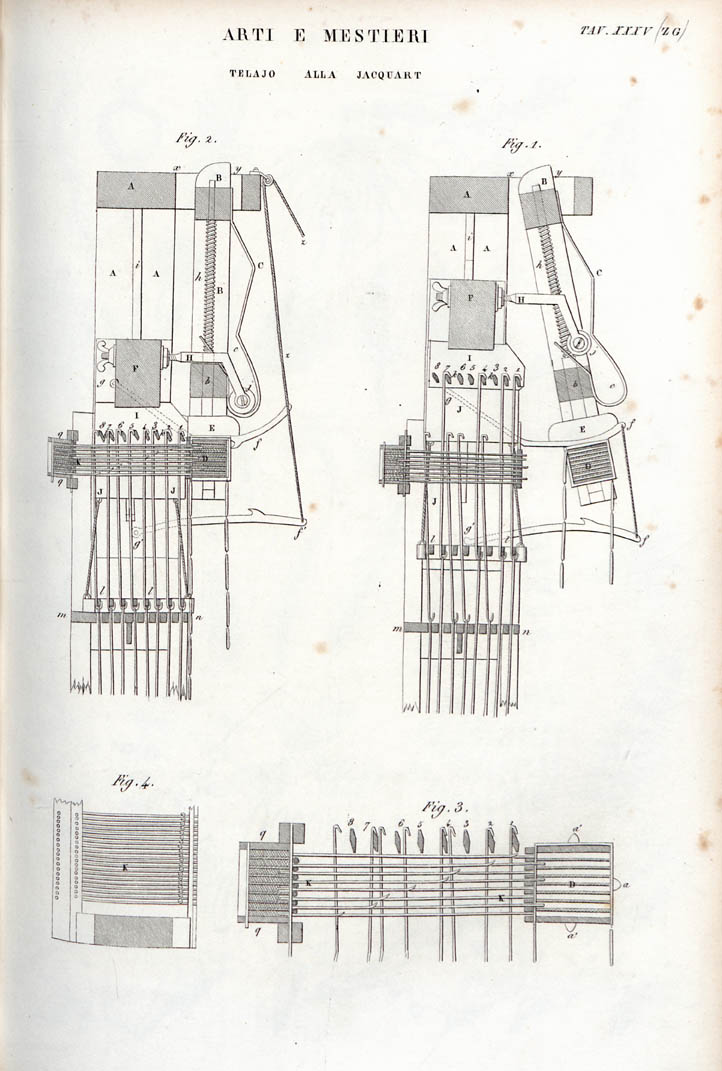
Métier Jacquard, 1849.

Le métier Jacquard est un métier à tisser mis au point par le Lyonnais Joseph Marie Jacquard avec l'aide du menuisier Jean-Antoine Breton en 1801, premier système mécanique programmable avec cartes perforées.

## Histoire
Le principe de la machine Jacquard est inventé dès 1745 mais ne connaîtra pas d'application jusqu'à ce que Jacquard le reprenne et le perfectionne de 1801 à 1816. Le soutien du régime impérial au développement de la machine Jacquard et l'intérêt que les fabricants lui portent permettent le développement rapide de la mécanisation dans les métiers à tisser. Dès 1812, la France compte environ 11 000 métiers Jacquard dans les différents ateliers. La machine fut expérimentée à Lyon, où le métier Jacquard fut mal reçu par les ouvriers de la soie (les Canuts) qui voyaient en lui une cause possible de chômage. Ce fut la cause de la Révolte des canuts, où certains ouvriers allèrent jusqu'à casser les machines.
En effet, la mécanique Jacquard supprime l'opération de tirage qui nécessitait auparavant un ouvrier pour actionner les cordes dégageant les fils permettant de passer la trame. 
À l'origine, Jacquard travailla sur ce projet afin de limiter le travail des enfants[réf. nécessaire], qui étaient souvent employés comme aides par leurs parents tisseurs. Mais il regretta toute sa vie les conséquences sociales de cette innovation. En effet, les enfants durent trouver du travail ailleurs dans des usines où les conditions étaient plus difficiles.

### En Bretagne
En Bretagne le développement de la mécanisation des métiers à tisser prit plus du temps. Le métier à tisser doté d'une mécanique Jacquard a été utilisé principalement dans les régions historiques des Toiles Bretagne situé notamment à Quintin, Uzel, Loudéac, Moncontour. Le métier Jacquard est d'ailleurs utilisé dans l'atelier Léauté - Planeix à Uzel jusqu'à sa fermeture en 1996. Un exemplaire du métier Jacquard venant de cet atelier est aujourd'hui exposé au Musée d'Art et d'Histoire de Saint-Brieuc.

## Caractéristiques

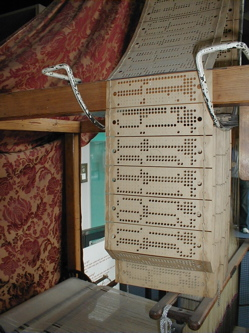
Vue rapprochée des cartes perforées utilisées par le métier Jacquard exposées au Musée des sciences et de l'industrie à Manchester, en Angleterre.
Photographe : George H. Williams
Date : Juillet 2004

La machine Jacquard combine les techniques des aiguilles de Basile Bouchon, les cartes perforées de Falcon et du cylindre de Vaucanson. La possibilité de la programmer, par utilisation de cartes perforées, fait qu'il est parfois considéré comme l'ancêtre de l'ordinateur ou du robot.
Les cartes perforées guident les crochets qui soulèvent les fils de chaînes. Elles permettent de tisser des motifs complexes.
En parler lyonnais, ce métier est parfois appelé bistanclaque.
Les métiers Jacquard traditionnels sont encore utilisés pour des motifs complexes comme le brocart ou le damas.

## Métier Jacquard aujourd'hui
Loin d’être un objet de musée, le métier Jacquard n’a pas cessé d’être utilisé et amélioré. De nos jours, les métiers Jacquard, de grandes dimensions et entièrement automatisés, produisent la plupart des tissus à motifs pour l'habillement, l'ameublement, le linge de maison, etc.

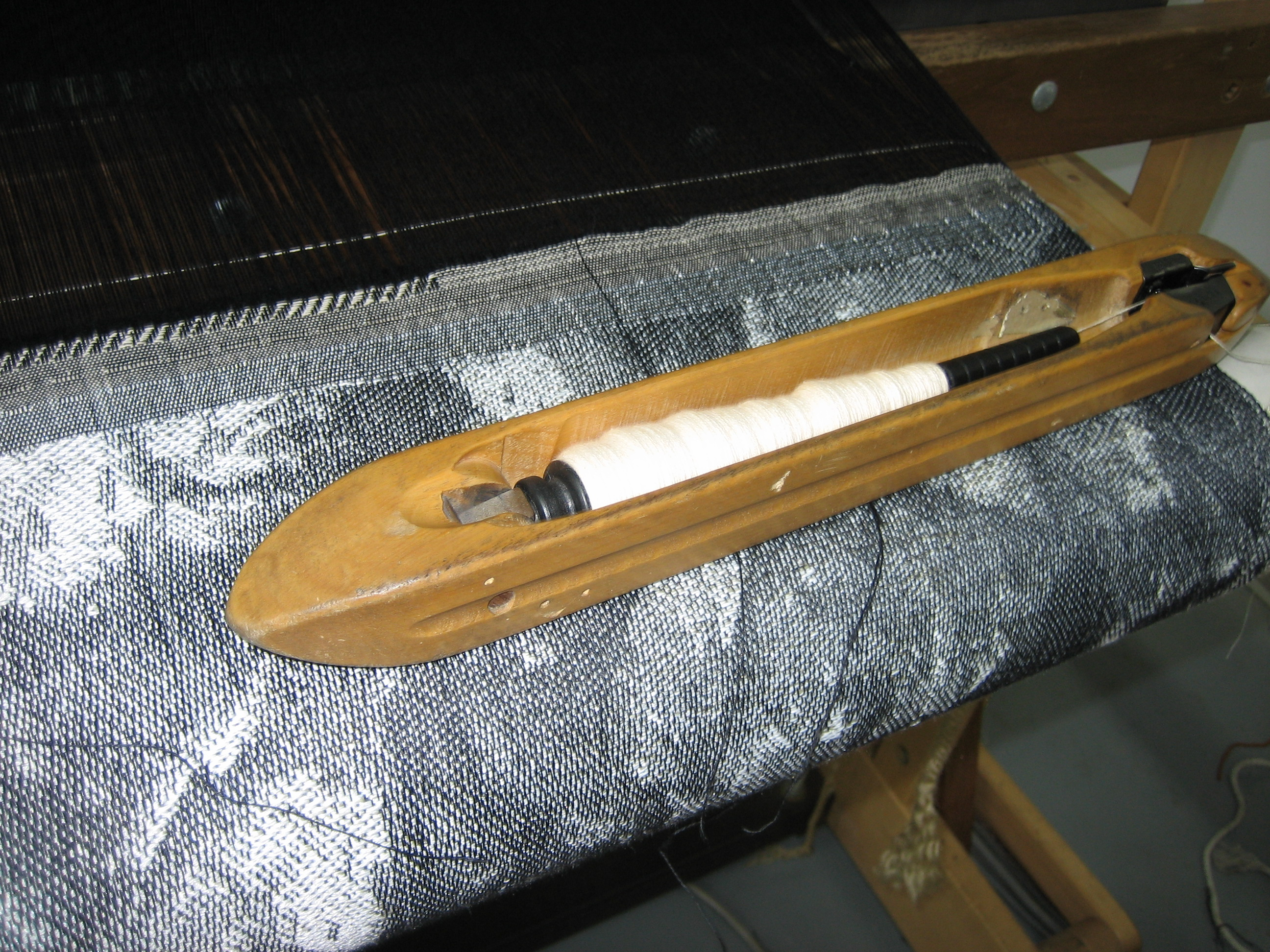
Navette de Métier Jacquard.
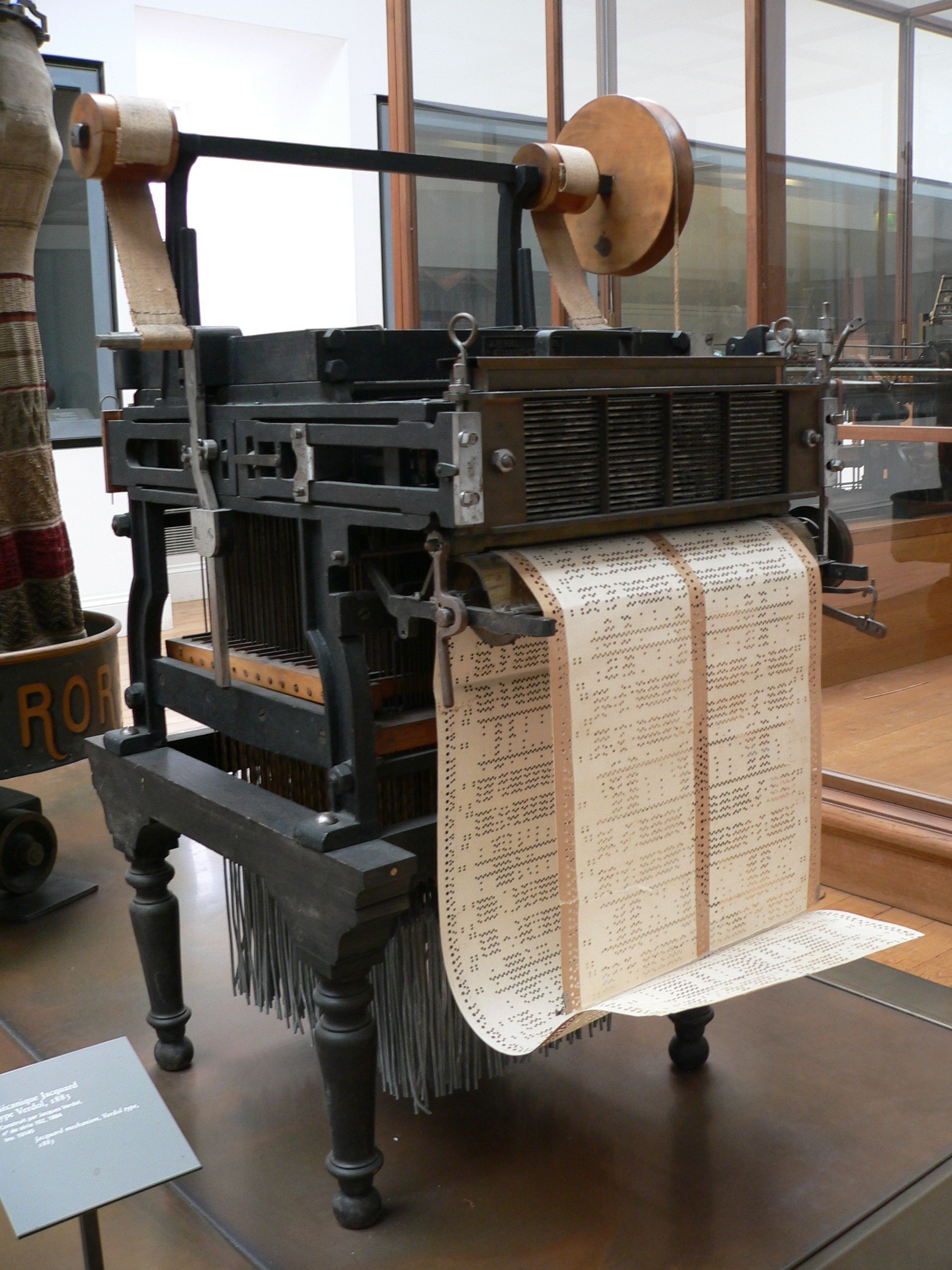
Mécanisme Jacquard au Musée des Arts et Métiers de Paris.
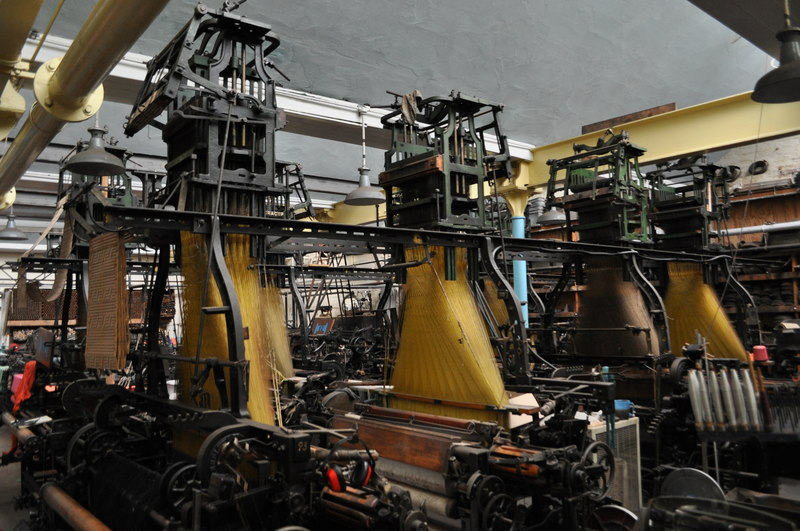
Métiers Jacquard actuels en Grande-Bretagne.
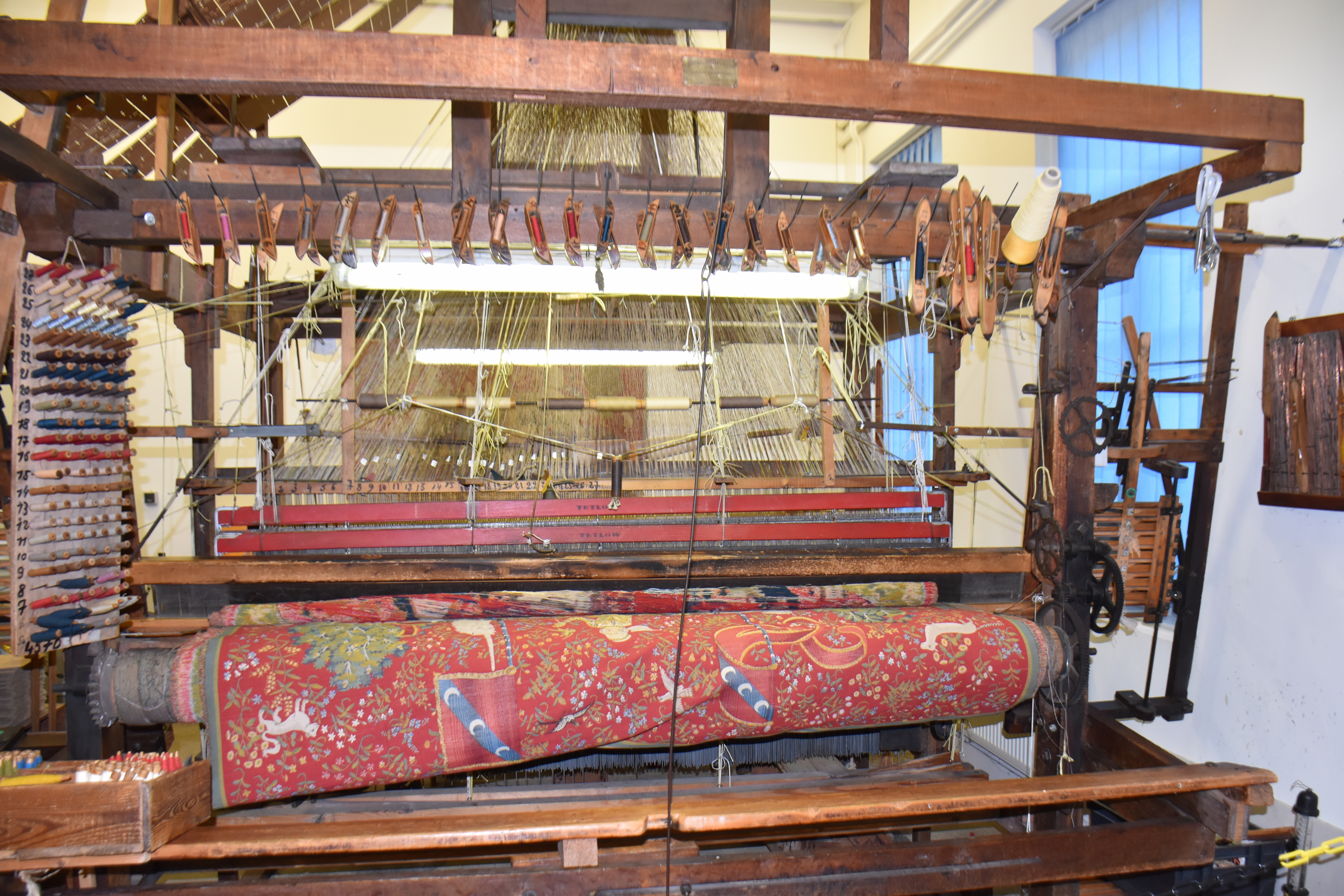
Métier Jacquart dans La Maison du Textile de Fresnoy-le-Grand .